# کیلومتر صفر
الگو:کفتر

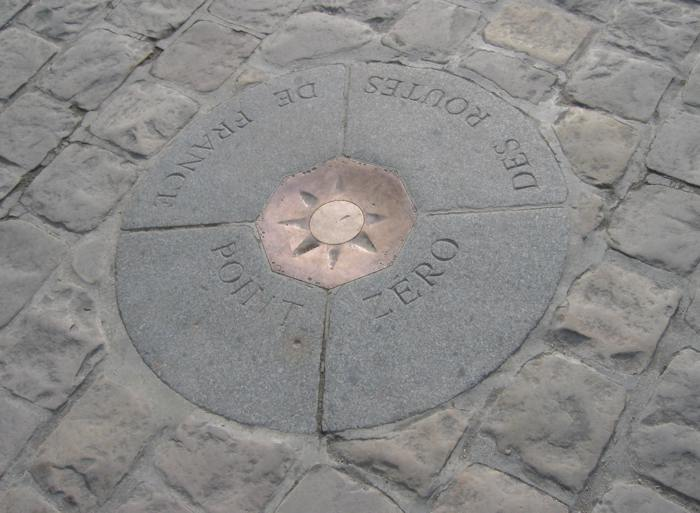
کیلومتر صفر در پاریس

در بسیاری از کشورها کیلومتر صفر به مکانی، معمولاً نقطه‌ای از پایتخت، گفته می‌شود که فاصله دیگر نقاط کشور از این نقطه سنجیده می‌شود.

## روسیه
صفحه‌ای فلزی در کنار یکی از ورودی‌های میدان سرخ مسکو است که تمام فواصل در روسیه از آنجا محاسبه می‌شود.

## نگارخانه

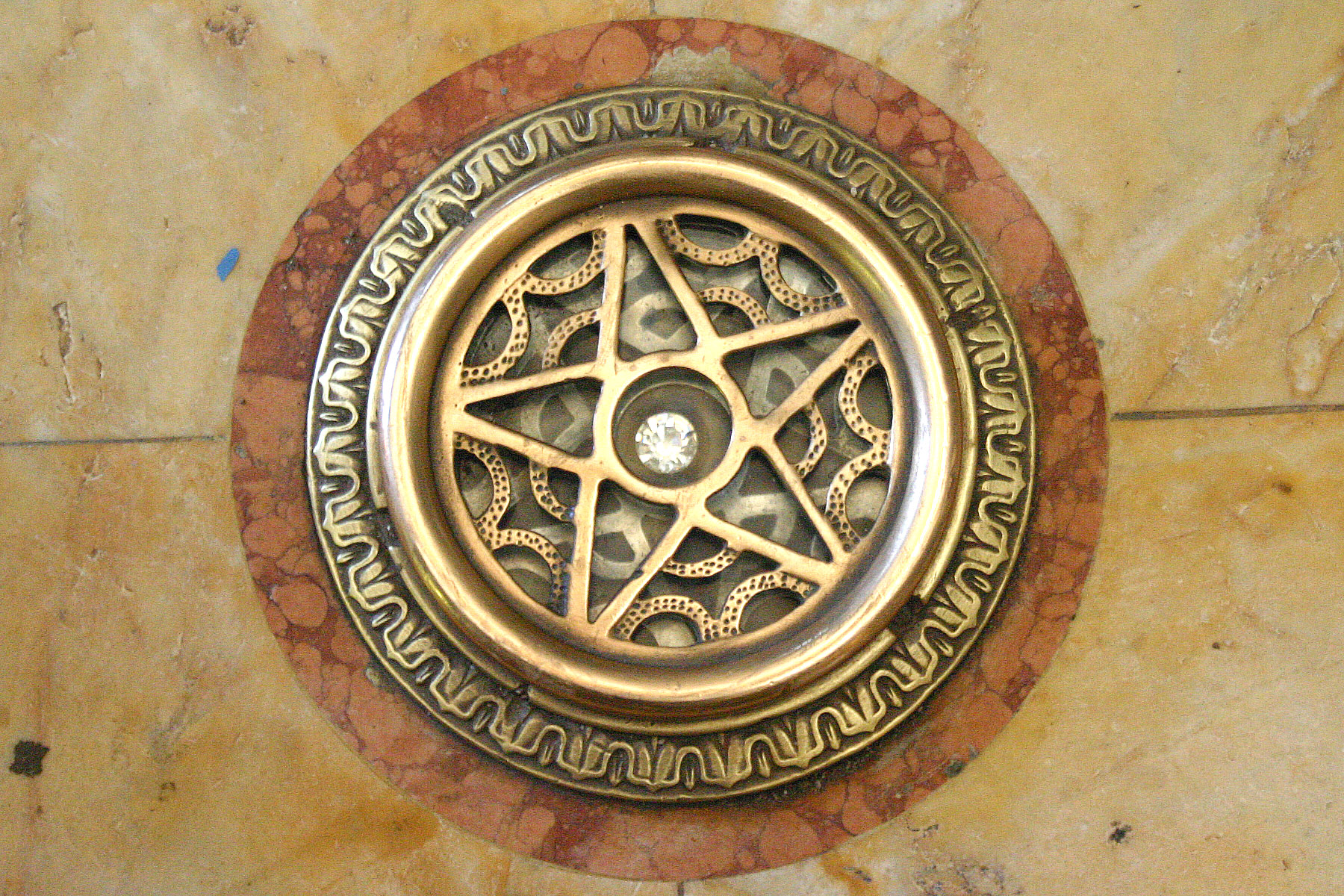
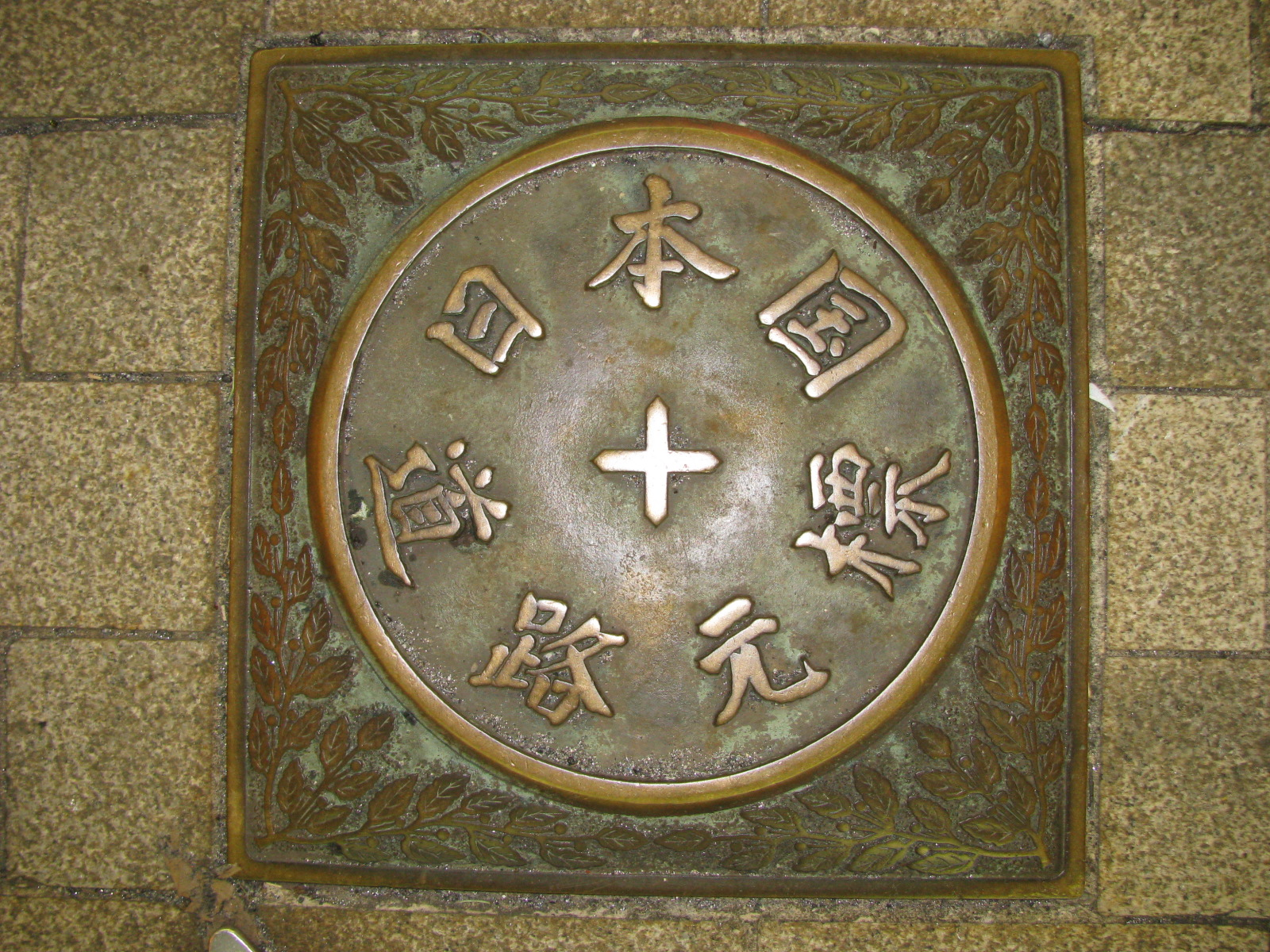
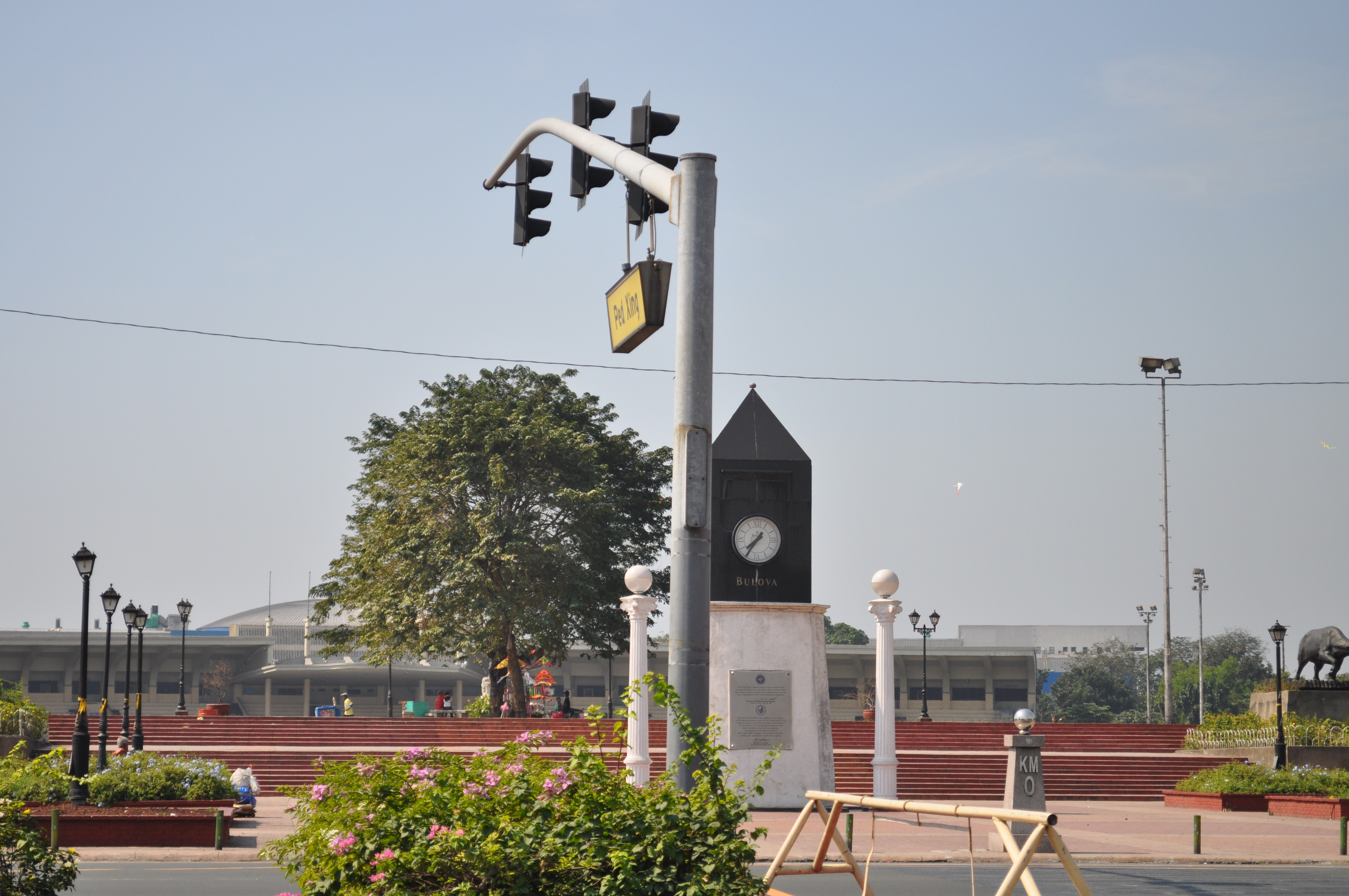
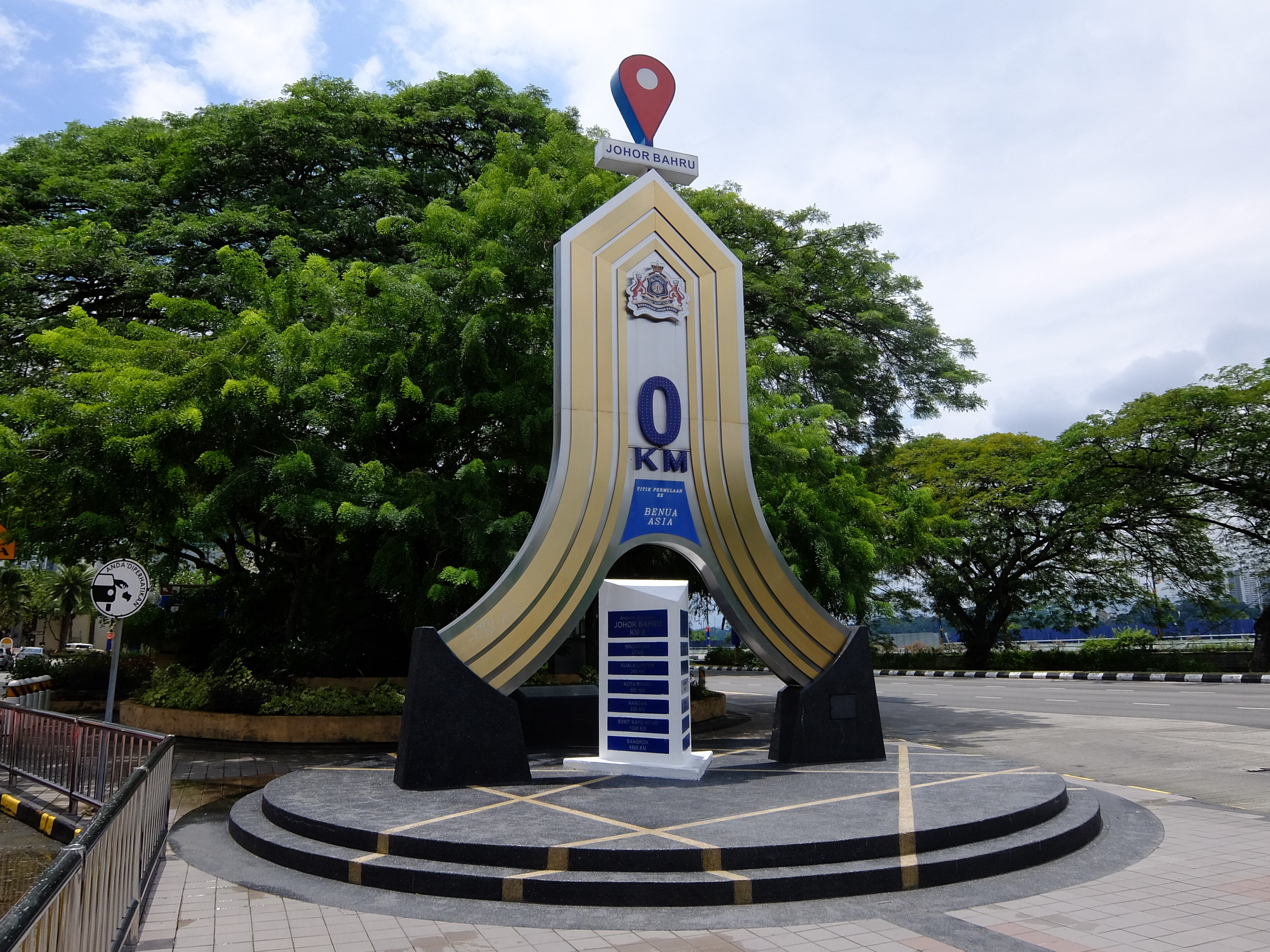
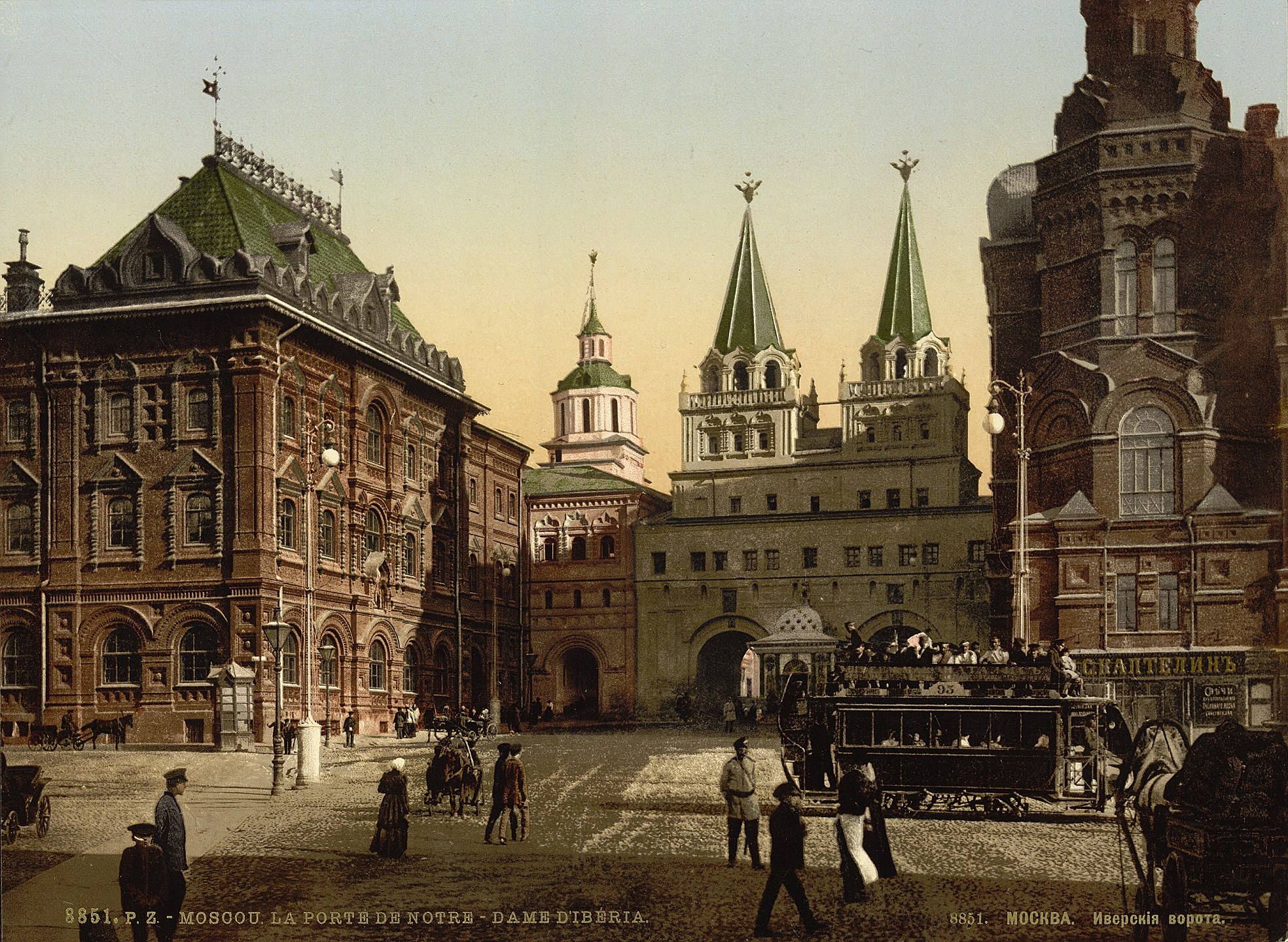
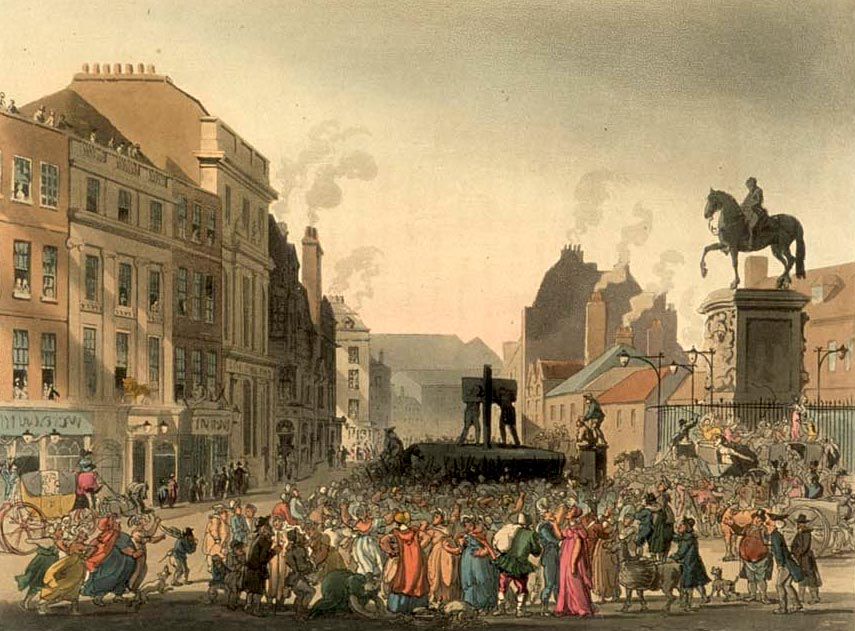
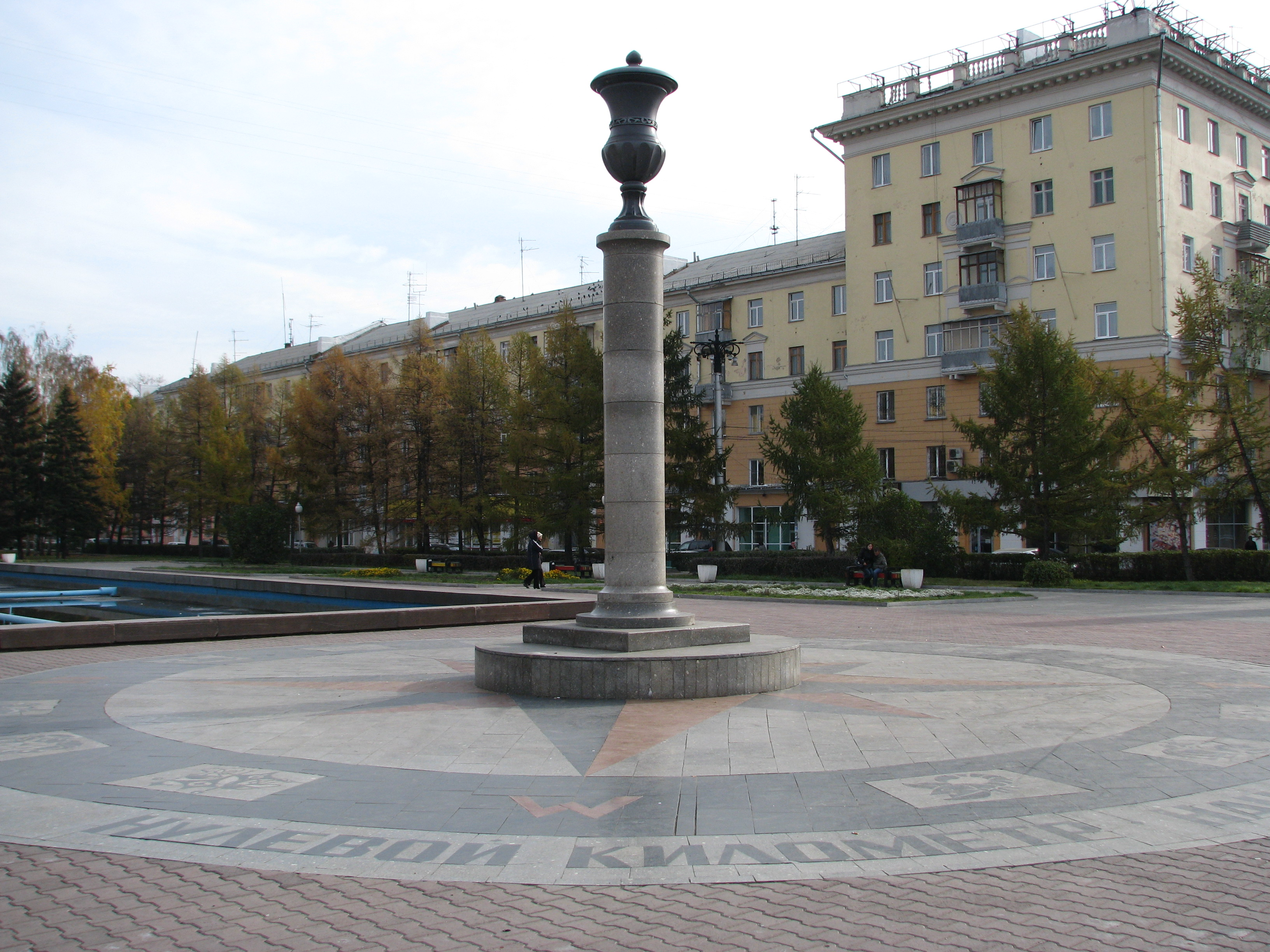
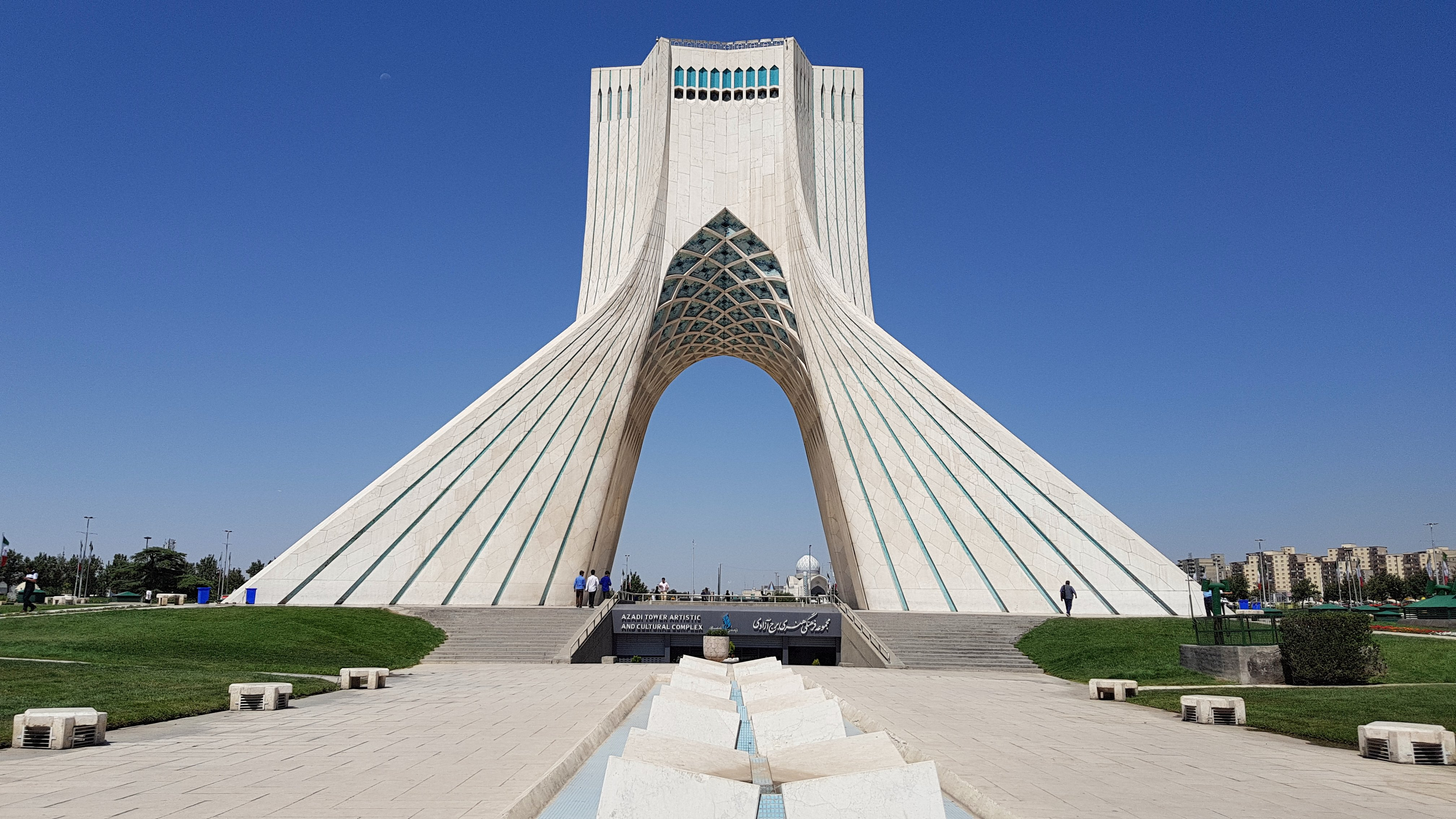